# Старка (река)
Ста́рка (Ко́ва) — малая река, протекающая по территории Нижегородского, Советского районов Нижнего Новгорода и Кстовского района Нижегородской области.
Левый приток реки Рахма, которая в районе города Кстово впадает в реку Волгу.
Длина: 11 км, площадь бассейна: 41 км², средняя ширина: 1,5 — 6 м, средняя глубина: 0,4 — 0,8 м.

## Название
Двойное название — Старка (Кова) — объясняется тем, что река формируется в результате слияния двух примерно равнозначных ручьёв, носящих собственные наименования.
В ряде случаев реку называют Кова ввиду того, что основная часть русла реки пролегает по дну оврага, в котором берёт своё начало одноимённый ручей. При этом Кова не меняет своего направления после слияния со Старкой, что позволяет рассматривать ручей Старка как приток реки Кова.
В других случаях принимается во внимание тот факт, что ручей Старка является более полноводным, чем вливающийся в него ручей Кова. Это позволяет некоторым картографам и исследователям называть реку Старкой, а ручей Кова рассматривать как её приток.
Учитывая неоднозначность вопроса, предпочтительным является двойное наименование реки, нашедшее прочное закрепление в обиходе и описательной части научных исследований.
Название «Кова» финно-угорское от корней ке/кю — «камень», а также ва — «вода» (для сравнения: Протва, Москва).
Слово «старка» славянское, означает «старица, старое речное русло».

## Описание русла
|  |
|  |
|  |
|  |
|  |

Река имеет родниковое начало. Основу реки составляют два сливающихся ручья Старка и Кова.
Ручей Старка (в некоторых источниках — Мокша) берёт начало в Нижнем Новгороде на улице Косогорной на территории макаронной фабрики ОАО «Вермани». Около улицы Ванеева в него вливается ручей Кадочка.
Исток ручья Кадочка находится за вышкой телецентра и улицей Тимирязева на дне оврага в районе дома № 5 по Охотскому переулку (примерные координаты 56°18′13″ с. ш. 43°59′31″ в. д.). Ручей течет с запада на восток. В районе многоярусной парковки здания № 28/1 по улице Оранжерейная 1-я овраг перерезает дамба, построенная примерно в 1960-х годах коммунальщиками для обслуживания тепловых сетей от нагорной пиковой котельной. Перед дамбой в период паводка дно оврага заболачивается. По левому (по течению) склону-берегу с дамбы в овраг по направлению к истоку Кадочки ведёт спуск, находящийся, согласно данным от 3 мая 017 года, в неудовлетворительном состоянии. Место выхода ручья за дамбой из-под неё иногда ошибочно показывают в качестве его истока. Ниже по течению в районе садоводческого товарищества «Родник» (56°18′23″ с. ш. 44°00′55″ в. д.) воды ручья Кадочка получают пополнение. Слева в него впадает безымянный приток, образующийся путём слияния двух безымянных ручейков (координаты истоков первого 56°18′29″ с. ш. 44°00′44″ в. д. и второго 56°18′25″ с. ш. 44°00′43″ в. д., координаты места слияния 56°18′24″ с. ш. 44°00′53″ в. д.). Устье Кадочки находится между улицами Ошарская (около дома 107) и Ванеева (56°18′20″ с. ш. 44°01′24″ в. д.).
Ширина реки Мокша нестабильна, зависит от времени года и количества выпадающих осадков. Обычная ширина Мокши до слияния с Кадочкой — 0,5 м, после слияния — до 1,5 м (в отдельные периоды средняя ширина составляет до 3 м). Район, через который протекает ручей Старка-Кадочка, занят садовыми участками и частными постройками. Именно в ручей Мокша НОАО «Гидромаш» сливает технологическую воду после очистных сооружений.
Речка Ковалиха (иначе ручей Кова).
Один из спусков в штольню. Ручей Кова имеет исток в Нижнем Новгороде на улице Ковалихинской около дома № 62. Участок реки, проходящий по улице Ковалихинской, был забран в подземный коллектор в 1956 году (по некоторым данным — в 1914 году).
Открытый выход река получает из трубы, находящейся на территории гаражного комплекса, расположенного в 150 м от улицы Белинского. Далее река течёт почти в меридиональном направлении, определяя своим руслом границу Советского и Нижегородского районов Нижнего Новгорода.
Непосредственно после выхода из коллектора Кова протекает в русле шириной около 1,0 м с берегами высотой до 0,3 — 0,4 м. Река протекает без заметных поворотов параллельно улице Овражной. В Высоково в 20 м выше места слияния с Мокшей через Кову проложен бетонированный автомобильный мост с пешеходной дорожкой.
После слияния ручьёв Старка (Кова) увеличивается в ширину до 2,5 — 3 метров, а в глубину до 0,5 метра. Высота правого берега увеличивается до 1 метра, левого — 1,2 метра.
На границе IV и II микрорайонов Верхних Печёр наблюдается заметное углубление реки, левый коренной склон отступает от берега на 100 метров, правый берег реки проходит ближе к жилым массивам. Река здесь имеет живописный вид, деревья вдоль берегов, получая влагу, быстро растут, река образует приятную зону отдыха. Высота берегов доходит до 8—10 метров. Ниже земляной дамбы с проложенными двумя бетонными трубами для прохода воды выходит незначительный по мощности родник, и в русло реки открываются трубы для стока воды из жилого микрорайона Верхние Печеры, проложенные по Лопатинскому оврагу.
Далее русло реки вплотную подходит к жилому микрорайону Кузнечиха. За улицей Генерала Ивлиева река имеет левый берег высотой 2,5 м, укреплённый бетонными сваями на протяжении 7—10 м во избежание оползней. На расстоянии 10—12 метров от укреплённого сваями берега построен мост для проезда транспорта, состоящий из трёх бетонных труб, проложенных по дну реки для прохода воды, и земляной насыпи над ними. Длина моста 8—10 метров, ширина 6 метров.
Ниже микрорайона Кузнечиха на расстоянии около 500 метров в реку Кова впадает ручей переполнения трёх озёр Щёлковского хутора. Поступающая чистая вода увеличивает ширину реки до 30 метров и значительно ускоряет течение.
Река Старка (Кова) впадает в реку Рахму в 1 км выше деревни Ржавки.

## Физическое описание и питание
Глубина вреза долины по отношению к коренному берегу — 10 м. Строение берегов асимметричное. Абсолютная высота берегового уступа к меженному уровню воды в реке составляет 140 м, а относительная высота — 30—40 м. Абсолютная отметка поймы к меженному уровню воды в реке составляет 100 м, а относительная — 10 м. Почти на всём протяжении береговые уступы отвесны и имеют полуциркообразную форму. Крутизна берегового уступа составляет 30 м.
Ширина поймы реки колеблется в пределах 8—10 м. Пойма прирусловая. Длительность покрытия отдельных участков поймы талыми водами составляет 20—26 дней. Почвенный покров поймы представлен дерново-луговыми суглинистыми, супесчаными и реже песчаными почвами.
В долине Ковы чётко прослеживается эрозионная деятельность поверхностных вод и оползневые процессы.
Ширина реки и её глубина увеличивается весной. За счёт талых вод уровень повышается на 1—2 м. Среднегодовой расход воды — в реке 3—5 м³/сек, весной расход увеличивается до 8—20 м³/сек. Расход притоков по балкам составляет 1—3 л/сек, во время дождей — 10—15 л/сек, весной увеличивается до 10,1 — 10,2 м³/сек.
В обычное время река подпитывается за счёт многочисленных родников, вливающихся в реку по балкам, разрезающим овраг с основным руслом. Наиболее крупные ручьи Загородный, Кузнечихинский и Грабиловский (названия приведены по названию оврагов, в которых они протекают). Кроме того, река является местом стоков воды с Нагорной части Нижнего Новгорода.

## Населённые пункты
Помимо Нижнего Новгорода, возле Старки (Ковы) располагаются деревни Новопокровское и Утечино.

## Экологическое состояние
Значительная часть реки протекает по дну оврага, являющегося самым низким местом Нагорной части Нижнего Новгорода, что обусловливает его функцию естественного водостока Нижегородского и Советского районов Нижнего Новгорода.
Промышленных стоков в реку нет. Основными источниками загрязнения являются открытые ливневые, в случае аварий — канализационные стоки, а также мусорные свалки частных домов и гаражных массивов, протянувшихся вдоль берегов в водоохранной зоне.
В 1981 году при проведении на кафедре зоологии ННГУ анализа воды на её поверхности наблюдались нефтяные пятна.
Современные результаты химического анализа воды позволяют сделать вывод о том, что река обладает нетипично высокой способностью к самоочищению: количество растворённого кислорода увеличивается уже к 3—4 точкам, окисляемость уменьшается, что свидетельствует об уменьшении органического загрязнения. Концентрация синтетических поверхностно-активных веществ также снижается до значений ниже допустимых. Наблюдается снижение концентрации солей аммония, нитратов и нитритов.
Нормальный режим функционирования реки нарушен в результате того, что прокладка пешеходных и транспортных переходов и переездов (в общей сложности около десяти) произведена без учёта её гидрологических характеристик. Большинство переходов через реку в районе Высоково расположены низко над рекой, в результате чего после дождей русло реки обычно забивается бытовыми отходами, уменьшая пропускную способность реки, река выходит из берегов, тем самым подтопляя огороды и дома.
Волонтёрами и администрацией Нижнего Новгорода регулярно проводятся мероприятия по расчистке русла реки. В 2006—2007 по заказу Главного управления благоустройства города Нижнего Новгорода были проведены масштабные работы по дноукреплению реки.

## Флора и фауна реки и поймы
В долине и по берегам имеются значительные участки лугового разнотравья, разнообразной древесной и кустарниковой растительности. Встречается ива пятитычинковая.
На отдельных участках в воде живут тритоны и озёрные лягушки — показатели чистой воды, а также рептилии: ящерица (прыткая, зелёная), ужи. В реке обитают некоторые виды рыб: окунь, краснопёрка и подъязок, беспозвоночные: пиявки (круглые, плоские), трубочник обыкновенный, катушки, прудовики (большой и малый), насекомые: вертячки, плавунцы, жужелицы, ручейники.
В пойме замечены птицы: воробьи, синицы, славки серые и садовые, снегири, соловьи, скворцы, воро́на, во́роны, галка, сороки, грачи, трясогузки (белые, жёлтые), чайки, крачки, стрижи, ястреб, млекопитающие: крысы (серые), мыши, полёвка водяная, горностай, ласка, амфибии: лягушка травяная.

## Данные водного реестра
По данным государственного водного реестра России относится к Верхневолжскому бассейновому округу, речной подбассейн реки — Волга от впадения Оки до Куйбышевского водохранилища (без бассейна Суры). Речной бассейн реки — (Верхняя) Волга до Куйбышевского водохранилища (без бассейна Оки).
Код объекта в государственном водном реестре — 08010400312110000034165.

## Топографические карты
- Лист карты O-38-137 Кстово. Масштаб: 1 : 100 000. Издание 1984 г.